# Komet Holmes
Komet Holmes ali Holmesov komet (uradna oznaka je 17P/Holmes) je periodični komet z obhodno dobo 6,9 let. Pripada Jupitrovi družini kometov.

## Odkritje
Odkril ga je britanski ljubiteljski astronom Edwin Holmes (1842 – 1919) 6. novembra 1892 med rednim opazovanjem Andromedine galaksije (M31). Komet je opazil, ker je postal svetlejši (njegova magnituda je močno narasla), podobno se je zgodilo tudi v letu 2007. Magnituda se je od običajne 4 do 5 povečala tako, da je bil viden tudi s protim očesom. Odkritje so potrdili Edward Walter Mudner, Wiliam Henry Maw in Kidd. Neodvisno so komet odkrili tudi Thomas David Anderson 8. novembra ter Mike Brown in John Ewen Davidson 9. novembra . Prve izračune tirnice sta neodvisno opravila nemški astronom Heinrich Kreutz (1854 – 1907) in ameriški astronom George Mary Searle (1839 – 1918). Njuni izračuni so pokazali, da novi komet ni Bielov komet kot so prvotno mislili.
Komet so opazovali tudi leta 1899 in 1906, vendar so komet po letu 1906 izgubili. Ponovno ga je našla Elizabeth Roemer (rojena 1929). Od takrat so ga redno opazili pri vsaki njegovi vrnitvi.

## Značilnosti
Komet Holmes je običajno šibko telo, postal pa je močnejši v letu 2007, ko je postal začasno zelo svetel, saj je povečal svojo svetlost za okoli pol milijonkrat. To je bil tudi največji izbruh na kometu. Postal je viden tudi za prosto oko. Istočasno je postal največje telo v Osončju, ker je njegova koma postala večja od premera Sonca .

## Izbruh leta 2007
Med vrnitvijo leta 2007 je komet nenadoma povečal svetlost od magnitude 17 na okoli 2,8 v času samo 42 ur. S tem je postal viden tudi s prostim očesom. Takšno povečanje svetlosti pomeni povečanje za okoli pol milijonkrat in predstavlja največji izbruh, ki smo ga doslej opazili pri kometu. Izbruh se je pričel med 23. in 24. oktobrom 2007 .
Prvi, ki je opazil spremembo na kometu je bil J. A. Henríquez Santana na Kanarskih otokih, malo pozneje je še Ramón Naves iz Barcelone opazil, da je komet povečal magnitudo na 7,3 . Postal je viden s prostim očesom v ozvezdju Perzeja . 25. oktobra je postal tretja najsvetlejša zvezda v tem ozvezdju .
Veliki daljnogledi so kazali tudi podrobnosti v kometu, s prostim očesom pa so opazovalci videli komet kot zvezdo vse do 26. oktobra . Po tem datumu je postajal Holmes vse bolj podoben kometu .
Opazovalci na Zemlji so ga lahko opazovali skoraj vzdolž repa, kar je povzročilo, da je komet izgledal kot svetla krogla. Ocenjevali so, da je jedro kometa veliko okoli 3,4 km .
Kometu ni narasla samo svetlost, ampak se je tudi povečala navidezna velikost v času, ko se je koma širila. V oktobru 2007 je navidezna kotna velikost kome narasla od 3,3′ na 13′ .
kar je polovico navidezne velikosti Lune. Ker je bila koma na razdalji okoli 2 a.e., to pomeni, da se je koma raztezala na razdalji 1 milijona km, kar je okoli 70% premera Sonca. To tudi pomeni, da je koma tvorila kroglo, ki je bila večja od Lunine tirnice. 9. novembra 2007 se je koma razširila na področje, ki je bilo večje od Sonca. S tem je nastala največja atmosfera v Osončju .
Vzrok za tako velik izbruh plina in prahu na kometu Holmes ni znan. Lahko bi nastal zaradi trka z meteoroidom ali, kar je bolj verjetno, zaradi izbruha plinov iz jedra kometa skozi površino .
Komet je ostal viden tudi v februarju 2008. S površine Zemlje smo ga videli velikega več kot 2° .
| Gibanje kometa in razširjanje oblaka prahu Simulacija prikazuje večanje kotne velikost razširjajočega se oblaka prahu v 120 dneh po velikem dogodku 24. oktobra. Površinska svetlost se je zmanjšala. | Tirnica Komet Holmes je periodični komet v tirnici med Marsom in Jupitrom. Komet je bil najbliže Soncu 4. maja 2007. |